# And When Did You Last See Your Father?
Pour plus de détails, voir Fiche technique et Distribution.
And When Did You Last See Your Father? est un film britannique réalisé par Anand Tucker, sorti en 2007.

## Fiche technique
- Titre : And When Did You Last See Your Father?
- Réalisation : Anand Tucker
- Scénario : David Nicholls d'après le livre de Blake Morrison (en)
- Photographie : Howard Atherton
- Musique : Barrington Pheloung
- Pays d'origine :  Royaume-Uni
- Genre : Film biographique
- Date de sortie : 2007

## Distribution
- Jim Broadbent : Arthur
- Colin Firth : Blake Morrison (en)
- Juliet Stevenson : Kim
- Gina McKee : Kathy
- Bradley Johnson : Blake (enfant)
- Alannah Barlow : Gillian (enfant)
- Chris Middleton : Racing Steward
- Sarah Lancashire : Beaty
- Matthew Beard : Blake (adolescent)
- Elaine Cassidy : Sandra
- Carey Mulligan : Rachel
- Darren Rapier : Salman Rushdie (non crédité)